# Tercera estela de Lombera
La tercera estela de Lombera es una estela cántabra en forma de disco, cuyo fragmento central fue hallado en 1995 en el barrio de Lombera  (Los Corrales de Buelna, Cantabria) al igual que la primera y la segunda, en el muro de cierre de una finca. A partir de esta pieza se especula que la estela habría tenido 1,30 metros de diámetro y 0,16 de espesor, y el reverso liso.